# دیانا لویس
دیانا لویس (انگلیسی: Diana Lewis؛ ۱۸ سپتامبر ۱۹۱۹ – ۱۸ ژانویهٔ ۱۹۹۷) یک هنرپیشه اهل ایالات متحده آمریکا بود. وی بین سال‌های ۱۹۳۴ تا ۱۹۴۳ میلادی فعالیت می‌کرد.

## بخشی از فیلمشناسی
از فیلم‌ها یا برنامه‌های تلویزیونی که وی در آن نقش داشته‌است می‌توان به آثار زیر اشاره کرد.
- این یک هدیه‌ست (۱۹۳۴)